# Topolino e il mistero della voce spezzata
Topolino e il mistero della voce spezzata è una storia a fumetti in due parti, sceneggiata da Silvano Mezzavilla e disegnata da Giorgio Cavazzano. È stata pubblicata per la prima volta in due puntate da Disney Italia su Topolino n. 1834 e n. 1835 nel gennaio 1991. È una delle storie più celebri di Cavazzano, la cui prova ai disegni «non sfigurerebbe in una short story di Raymond Chandler. Il vuoto, l’oscurità e la pioggia vengono disegnati come poche volte gli capiterà di fare in Disney».

## Storia editoriale
Oltre alla prima pubblicazione su Topolino a gennaio 1991, la storia venne pubblicata in Italia su altre collane della Disney come Raccolta Topolino, Topomistery, I Gialli di Topolino e Disney Comics-Brividi a Topolinia. Venne inoltre riproposta nuovamente su Topolino n. 2264 del 20 aprile 1999, un numero speciale celebrante i 50 anni del settimanale, indicandola come migliore storia degli anni novanta. È stata anche tradotta in varie lingue e pubblicata in paesi come Brasile, Danimarca, Francia, Germania, Spagna, Norvegia e Svezia.

## Trama

### Prima parte
Nella notte un violento temporale si è abbattuto su Topolinia causando diversi danni. E proprio quella notte, molti cittadini hanno ricevuto una misteriosa telefonata con una richiesta d'aiuto.
Il mattino dopo Topolino, di ritorno da una gara canina insieme a Pluto (che ne è stato il vincitore), scopre, accendendo la segreteria telefonica, di aver ricevuto anch'egli la misteriosa telefonata, interrotta da un fulmine, che recita: «Aiuto! Aiuto! Mi rapiscono! Presto... Aiotto! Aiotto! Sono... CRACK!».
Incuriosito e preoccupato da ciò, Topolino si reca al Commissariato di Polizia di Topolinia per parlarne al Commissario Basettoni. Quest'ultimo però lo rassicura dicendogli che si è trattato sicuramente di uno scherzo di qualche bontempone, citando soprattutto la stranezza della parola Aiotto (parola che si rivelerà fondamentale nella risoluzione del caso). Si scoprono poi dei dettagli tecnici: la telefonata è partita alle 00.20 da una cabina telefonica in Viale dei Tigli.
Rassegnato, Topolino si allontana dal Commissariato e si dirige da Minni che gli ha chiesto aiuto per riparare l'antenna TV danneggiata dal temporale della notte precedente. In seguito Minni lo invita a bere qualcosa in casa e a parlare della gara canina vinta da Pluto. Discutendo, Minni accenna alla gara dell'anno precedente affermando di aver conservato il relativo giornale vecchio di un anno: sfogliandolo, Topolino apprende che esattamente un anno prima un certo Professor Norton del laboratorio "Norton&Cester" è stato rapito. In particolare, nota nell'articolo la foto del socio di Norton, il Dottor Cester (che aveva sporto denuncia) e riconosce in lui il volto di una persona incrociata poco prima all'uscita del Commissariato.
Decide così di recarsi al laboratorio per parlare col dott. Cester, che oltre ad aver ricevuto la strana telefonata riconoscendo la voce del socio, gli spiega la sua genialità e gli racconta del fatto che fosse molto desiderato dalla concorrenza per le sue geniali invenzioni.
Topolino pensa di fare un sopralluogo in Viale dei Tigli per carpire qualche informazione in più su questo mistero. Arrivato, scopre che in quella strada sorge la casa del Prof. Norton, ormai abbandonata, e a pochi metri vi è una cabina telefonica, sicuramente quella utilizzata per la misteriosa telefonata. Entrandovi, Topolino si accorge che il telefono è muto e che il vicino orologio è fermo sulle 00.20. A quel punto una passante gli spiega che il telefono della cabina è muto da circa un anno, quando fu danneggiato da un violento temporale notturno.

### Seconda parte
Sempre più confuso, Topolino si reca alla Società dei Telefoni per parlare con il direttore, che tuttavia non riesce ad aiutarlo. Decide così di tornare a casa e riascoltare la telefonata,  e poi recarsi nuovamente in Viale dei Tigli per analizzare bene la cabina: è proprio nella cabina che Topolino ha un'intuizione, e decide di telefonare a Cester per chiederne conferma; il dottore gli riferirà il nome del laboratorio concorrente che bramava i servigi di Norton: Laboratorio Epsilon (gli riferirà inoltre che Norton faticava a tenere a mente questo nome, altro particolare importante).
Topolino si reca al Commissariato e spiega ciò che ha scoperto a Basettoni e Manetta, convincendoli a recarsi al Laboratorio Epsilon con alcune volanti.
Arrivati, le volanti circondano il laboratorio e il Commissario intima a coloro che sono all'interno di uscire. Dopo qualche minuto, dal laboratorio escono alcuni scienziati con le mani in alto, così Topolino, Basettoni e Manetta fanno irruzione nella struttura e liberano il prof. Norton, che lì era tenuto prigioniero da un anno e costretto a lavorare per la Epsilon.
Qualche ora dopo viene convocata una conferenza stampa al Commissariato in cui Topolino spiega la dinamica del caso: esattamente un anno prima, durante una notte molto piovosa, il prof. Norton riceve la visita di alcuni emissari del Laboratorio Epsilon che vogliono rapirlo e costringerlo a lavorare per loro. Nell'aggressione, il professore riesce a divincolarsi e scappa fuori di casa, nota la vicina cabina telefonica e decide di usarla per chiedere aiuto. Compone il numero della Polizia e chiede aiuto; accorgendosi dell'imminente arrivo degli aggressori, decide di indicare il luogo in cui verrà trasferito, ma non ricordando bene il nome del laboratorio, nota sull'elenco telefonico la mappa della città e, ricordando approssimativamente l'ubicazione del laboratorio Epsilon, pronuncia Aiotto, che sta per "a i8", ovvero le coordinate sulla mappa del laboratorio. Fa in tempo a pronunciare queste parole e viene rapito, ma la telefonata viene bloccata da un fulmine che colpisce la linea (insieme all'orologio, che si ferma sulle 00.20), e sbloccata solo un anno dopo da un altro fulmine che colpisce la stessa linea diffondendo la telefonata a più destinatari.
Con una foto di gruppo si conclude il mistero della voce spezzata.